# Pycnospora lutescens
Pycnospora lutescens är en ärtväxtart som först beskrevs av Jean Louis Marie Poiret, och fick sitt nu gällande namn av Anton Karl Schindler. Pycnospora lutescens ingår i släktet Pycnospora och familjen ärtväxter. Inga underarter finns listade i Catalogue of Life.